# Jaime Manrique

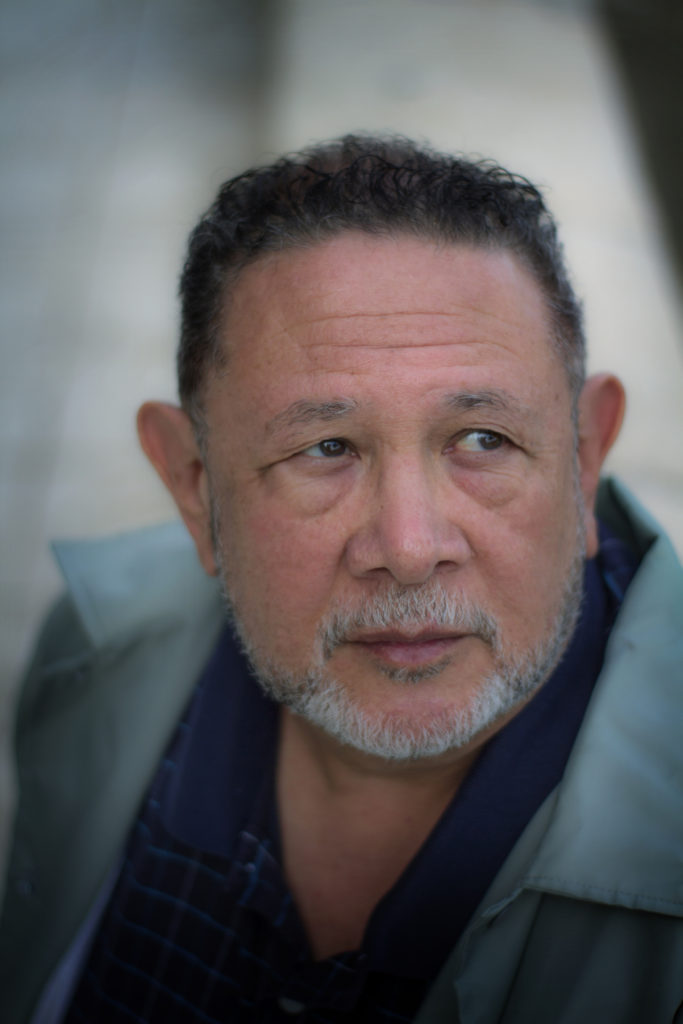
Jaime Manrique

Jaime Manrique (* 16. Juni 1949 in Barranquilla) ist ein kolumbianischer Schriftsteller.

## Leben
Manrique wanderte 1966 mit seiner Mutter in die Vereinigten Staaten als Kind aus. Er studierte an der University of South Florida, wo er 1972 einen BA erreichte. Manrique unterrichtete von 1978 bis 1980 an der The New School for Social Research in New York City. 1995 lehrte er am Mount Holyoke College. Von 2002 bis 2008 lehrte er an der Columbia University. 2009 unterrichtete er an der Rutgers University und seit 2012 lehrt er am City College of New York.
Sein langjähriger Lebensgefährte war der US-amerikanische Maler Bill Sullivan (1942–2010).

## Werke (Auswahl)
- Like This Afternoon Forever, 2019[2] ISBN 978-1-61775-718-1
- Como esta tarde para siempre, 2018 ISBN 978-958-42-6633-0
- El libro de los muertos, poemas selectos 1973–2015, 2016
- Cervantes Street, 2012
- Our Lives Are the Rivers, 2006
- The Autobiography of Bill Sullivan, 2006
- Tarzan My Body : Christopher Columbus, Painted Leaf Press 2001, New York ISBN 978-1-891305-57-3
- Eminent Maricones:Arenas, Lorca, Puig, and Me, 1999
- Mi cuerpo y otros poemas, 1999
- Twilight at the Equator, 1997
- Sor Juana's Love Poems, 1997
- My Night with Federico García Lorca, 1995
- Latin Moon in Manhattan, 1995
- Scarecrow, 1990
- Colombian Gold:A Novel of Power and Corruption, 1983 ISBN 0-517-54649-3
- El cadáver de papá, 1980
- Notas de cine:confesiones de un crítico amateur, 1979
- Los adoradores de la luna, 1977[3]

## Auszeichnungen und Preise (Auswahl)
- 2019: Bill Whitehead Award for Lifetime Achievement für sein Werk Like This Afternoon Forever